# Barabba (film 2019)
Barabba (Varavva) è un film del 2019 diretto da Evgenij Emelin.
Tratto dal romanzo Barabbas della scrittrice Marie Corelli, il film è incentrato sulla figura del brigante Barabba, nella cui prospettiva viene narrata la morte e risurrezione di Gesù.
Di produzione russa, il film è stato distribuito con doppiaggio italiano sul canale The Film Club di Minerva Pictures, tramite le piattaforme streaming Prime Video e Apple TV+.

## Trama
Judith Iscariota, sorella di Giuda, ha spinto il fratello a tradire Gesù per vedere se questi fosse davvero il messia. Dopo la morte in croce di Gesù e il suicidio di Giuda, Judith cade nella più completa disperazione e tenta di uccidere l'uomo che ha fatto condannare Gesù, Caifa, con cui stava avendo una relazione sentimentale. Nel frattempo Barabba, che aveva avuto prima di Caifa una relazione con Judith, viene aiutato da Melchiorre, l'anziano magio, a capire chi fosse veramente Gesù, dopo che questi è stato crocifisso al suo posto.